# Sofía Gómez Uribe
Sofía Gómez Uribe, née le 15 avril 1992 à Pereira, est une plongeuse apnéiste colombienne. Elle a battu plusieurs records (mondiaux et panaméricains) en apnée.

## Vie personnelle
Sofía Gómez Uribe naît le 15 avril 1992 à Pereira, en Colombie.

## Récompenses
- 17 décembre 2017 : Mejor Deportista Extrema de Latinoamérica del año 2017 lors des Premios Univisión Deportes[2],[3].